# Волошин Олександр Іванович (депутат)
Олександр Іванович Волошин (нар. 1902, село Катеринівка, тепер Лозівського району Харківської області — ?) — український радянський діяч, лікар, завідувач нейрохірургічного відділення Дніпропетровської 2-ї міської клінічної лікарні. Депутат Верховної Ради УРСР 4-го скликання.

## Біографія
Освта вища. Закінчив медичний інститут. До 1941 року працював лікарем.
З 1941 року — у Червоній армії, учасник німецько-радянської війни. Служив начальником хірургічного відділення польового пересувного госпіталю № 747 47-ї армії Північно-Кавказького, Закавказького та 1-го Українського фронтів.
На 1955 рік — завідувач нейрохірургічного відділення 2-ї міської клінічної лікарні міста Дніпропетровська.

## Звання
- військовий лікар 2-го рангу
- майор медичної служби

## Нагороди
- два ордени Червоного Прапора (20.11.1942, 25.10.1943)
- ордени
- медалі